# Nemcovce
Nemcovce es un municipio del distrito de Bardejov en la región de Prešov, Eslovaquia, con una población estimada a final del año 2024 de 252 habitantes.
Se encuentra ubicado en el centro-norte de la región, cerca del río Topľa (cuenca hidrográfica del río Tisza) y de la frontera con Polonia.

## Demografía
| Año        | 1994 | 2004    | 2014    | 2024    |
| ---------- | ---- | ------- | ------- | ------- |
| Población  | 266  | 261     | 255     | 252     |
| Diferencia |      | −1,87 % | −2,29 % | −1,17 % |

| Año        | 2023 | 2024    |
| ---------- | ---- | ------- |
| Población  | 265  | 252     |
| Diferencia |      | −4,90 % |